# Актасты (Кегенский район)
Актасты (каз. Ақтасты) — село в Кегенском районе Алматинской области Казахстана. Входит в состав Тасашинского сельского округа. Код КАТО — 195865200.

## Население
В 1999 году население села составляло 671 человек (334 мужчины и 337 женщин). По данным переписи 2009 года, в селе проживало 728 человек (355 мужчин и 373 женщины).